# Diazocompost
Un diazocompost, o compost diazo, és una classe de compostos orgànics amb un grup funcional consistent en dos àtoms de nitrogen enllaçats. La fórmula general és: {\displaystyle {\ce {R2C=N2}}}. L'exemple més simple d'un diazocompost és el diazometà.

## Història
El primer diazocompost alifàtic, el diazoacetat d'etil, fou obtingut pel químic alemany Theodor Curtius (1857–1928) el 1883 per diazotació de l'etilglicinat. El diazocompost més senzill, el diazometà, fou sintetitzat el 1894 pel també químic alemany Hans Freiherr von Pechmann (1850–1902).

## Nomenclatura
Els compostos que contenen el grup funcional diazo, unit per un àtom de nitrogen a un àtom de carboni, s'anomenen afegint el prefix «diazo-» al nom de l’hidrur fonamental. Exemples són: diazometà {\displaystyle {\ce {CH2N2}}}, diazoacetat d’etil {\displaystyle {\ce {N2CH-CO-O-C2H5}}}.

## Propietats

Diazocompost

L'estructura electrònica dels diazocompostos inclou una càrrega positiva en el nitrogen central i una càrrega negativa distribuïda entre el nitrogen terminal i el carboni. D'aquí ve que alguns dels diazocompostos més estables siguin les α-diazocetones i els α-diazoésters, ja que la densitat de càrrega negativa es deslocalitza en el grup carbonil. En canvi, els diazo-alquils són explosius i sòls romanen estables a baixes temperatures.

## Aplicacions
Els diazocompostos són utilitzats com precursors dels carbens, generats per termòlisi o fotòlisi a, per exemple, en la reacció de Wolff. També s'usen a la ciclopropanació catalitzades per metalls de transició, com en la síntesi de la tranilcipromina, segons indica el següent esquema, en el que la sal sòdica de benzaldehid es transforma en un carbè de rodi mitjançant un intermediari diazocompost.
L'any 2006 es va sintetitzar una inusual biomolècula amb grup diazo. En la seva síntesi, la reacció d'un grup carbonil amb la hidrazina 1,2-bis(tert-butildimetilsilil)hidrazina a la hidrazona corresponent és seguida per una reacció del difluoroyodobenzè al diazocompost.
Un altre diazocompost comercialment rellevant és el diazoacetat d'etil {\displaystyle {\ce {N2CH-CO-O-C2H5}}}. El premi Nobel de química Robert Huber va estudiar a la seva tesi doctoral la cristal·lització dels diazocompostos.
Un grup de compost isomèric amb propietats similars són les diazines, en les que el carboni i els dos nitrògens estan enllaçats en forma d'anell.